# Der Mann ohne Nerven
Der Mann ohne Nerven é um filme mudo alemão de 1924, do gênero policial, dirigido por Gérard Bourgeois e Harry Piel e estrelado por Piel, Dary Holm e Albert Paulig. O filme estreou em Berlim em 5 de dezembro de 1924.

## Elenco

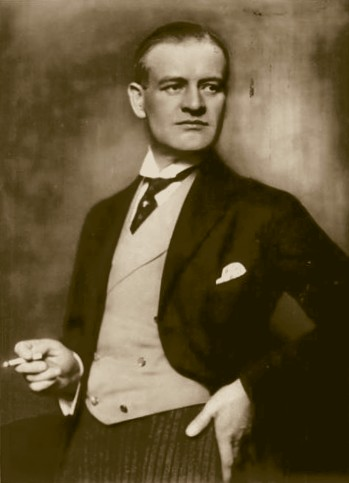
Albert Paulig

- Harry Piel ... Der Mann ohne Nerven
- Dary Holm ... Aud Egede Christensen
- Albert Paulig ... Henry Ricold
- Marguerite Madys ... Yvette
- Paul Guidé ... Hector Marcel
- Denise Legeay ... Lizzie
- José Davert ... Jack Brown
- Hermann Picha ... Der Notar des Herzogs